# صحيفة الأيام (البحرين)
صحيفة الأيام جريدة بحرينية يومية سياسية جامعة تصدر عن مؤسسة الأيام للنشر صدر عددها الأول في يوم الثلاثاء 29 رجب 1409هـ الموافق السابع من مارس 1989م، ورأس تحريرها نبيل يعقوب الحمر، وهي الجريدة الثانية التي تصدر في البلاد بعد أخبار الخليج، وترويستها مميزة بلونها الأزرق الذي غطى مستطيلا كتبت فيه كلمة «الأيام» باللغتين العربية والإنجليزية، كما كتب بيتا من الشعر لطرفة بن العبد وهو:
ستبدي لك الأيام ما كنت جاهلا ويأتيك بالأخبار من لم تزود
الملاحظ ان الأعداد الأول لم تحمل اللون الأزرق في ترويستها، بل صدرت بخلفية رمادية. يرأس تحريرها حاليا عيسى الشايجي، ويرأس مجلس ادارتها نجيب يعقوب الحمر، وتعتمد في تحريرها اعتمادا كليا على الكوادر المحلية.

## لمحة تاريخية
صدر العدد الأول في 16 صفحة من القطع الكبير وخلا من الصور الملونة، وكانت تطبع في المؤسسة العربية للطباعة والنشر، غير أنها الآن تطبع في مطابع مؤسسة الأيام للطباعة والنشر. وتغير عدد صفحاتها واستقر في 44 صفحة بالقطع الكبير مستخدمة ورق الجرائد العادي.
تعهدت الجريدة منذ صدور عددها الأول أن تكون صوتا للمواطنين وأن تستقطب العناصر الشابة القادرة على العطاء في مجال الفكر والثقافة بغية ابقاء الجريدة مفعمة بالنشاط والحيوية من خلال تلك الطاقات المتحفزة.
وجاء في افتتاحية العدد الأول على لسان رئيس تحريرها نبيل يعقوب الحمر آنذاك ما يوضح توجهات الجريدة، حيث قال: "لماذا الأيام؟ لعل هذا هو السؤال الذي طرحناه على أنفسنا قبل أن يطرحه أحد علينا، وكان جوابنا ولماذا لا؟ نعم لماذا لا تكون "الأيام" صوتا جديدا في هذه الأرض الطيبة المعطاء: ولماذا لا تكون ضوءا للحضارة في أرض عرفت الحضارة منذ وجدت؟ ولماذا لا تكون صوتا للمواطن ومنبرا له يقول من فوقه ما الذي يشغل ضميره وما الذي يملأ ليله ونهاره من أحلام تجسد حريته في القول ومسئوليته في العمل.
ولأنها طبيعة الأيام التي تنبئنا بجوهر العصر الذي يرحب بكل جديد. فكيف سيصبح الأمر عندما يكون هذا الجديد صحيفة تزودنا بكل ما تخبئه من أنباء. انها طبيعة الأيام تلوح تباشيرها في الأفق والتي تعني ضمن ما تعني اتساع مساحة حرية الرأي، والرأي الآخر. في وطن اتسعت أفئدة قيادته وتجاوبت مع إيقاع العصر.
ولأنها تجربة جديدة في عالم الصحافة العربية، ليس لأنها مطبوعة جديدة تظهر لتأخذ موقعها في الحياة، بل لأنها تجربة جديدة تعطي فيها القدرة والإدارة لمجموعة طيبة من شباب هذا الوطن المعطاء لإنشاء وإصدار صحيفة جديدة تدار ذاتيا بدعم من وطنهم حكومة وشعبا بالتالي فإن عليهم الكثير من العطاء المهني والذي سوف يساهم في خلق منافسة صحيفة شريفة من أجل تقديم أفضل خدمة للوطن والمواطن (58).

## فريق العمل
استقطبت (الأيام) كما جاء في توجهاتها الأقلام الشابة والعناصر الطالعة. وإن وجود كوكبة من الصحافيين من أبناء البلاد يعملون بالجريدة لهو خير دليل على مصداقية ذلك التوجه. ومن بين الصحفيين الذي غذوا الجريدة بأقلامهم بعد صدورها مباشرة خالد البسام، وإبراهيم بشمي، وعصمت الموسوي، وسوسن الشاعر، ويوسف مكي، وعبد المنعم، إبراهيم، وأحمد جمعة.
ونظرا لتفجر الحداثة في الأدب البحريني والاهتمام بأمور الشعر والتراث في فترة الثمانينيات، فقد ساهمت الجريدة بدور فاعل في إبراز تلك التوجهات.
ومن بين الذين ساهموا بالكتابة في مجال حداد، وسعيد الحمد، ومحمد عبد الملك.

## اهتمامات الصحيفة
تميزت جريدة (الأيام) أيضا باستكتاب كبار الأدباء والمفكرين ومن بينهم الدكتور محمد جابر الأنصاري، وفهمي هويدي، وأحمد عبد المعطي حجازي، كما أنها تقوم بين الفينة والأخرى بنشر مقالات كبار الكتاب والمحللين السياسيين بالاتفاق مع الصحف الأخرى العربية والأجنبية (59).
عرفت الجريدة بتعدد الملاحق التي تصدرها، وفي مقدمتها الملحق الرياضي الذي أصبح على شكل صحيفة يومية تحت عنوان (الأيام الرياضي) فقد صدر العدد الأول من صحيفة (الأيام الرياضي) في يوم الاثنين الأول من ديسمبر 2003م. ويصدر هذا الملحق ملونا وفي 12 صفحة بحجم صفحة الأيام، يضم الأخبار الرياضية المحلية والعربية والعالمية.

## ملاحق الأيام
وتصدر الجريدة الملاحق الأسبوعية التالية: (ملف الأسبوع) ملحق أسبوعي يصدر كل سبت، و (رؤى) ملحق أسبوعي كل أحد، و (منوعات) ملحق أسبوعي يصدر كل أربعاء، و (البراعم) ملحق أسبوعي يصدر كل جمعة.
تطورت الجريدة في شتى جوانبها من حيث الإخراج والمضمون، ولحق بذلك تنوع في المادة التحريرية وفي أبوابها الثابتة ومنها: البلديات والمحافظات، البرلمان، الاقتصاد، التواصل، قضايا، صحافة، الملتقى، ثقافة، تحقيق، عرض طلب، خدمات، الناس، مال وأعمال.